# 洛德冰原島峰
80°21′S 24°1′W / 80.350°S 24.017°W
洛德冰原島峰（英語：Lord Nunatak）是南極洲的冰原島峰，座標80°21′S 24°1′W / 80.350°S 24.017°W，位於科茨地，處於貝恩斯冰原島峰西南面3公里，屬於沙克爾頓山脈的一部分，在1967年由美國海軍拍攝空中照片，現時由南極條約體系管理。